# Traducción multimedia
La traducción multimedia, también llamada traducción audiovisual, es un área especializada de la traducción que trata sobre la transferencia de texto multimodal y multimedia a otro idioma o cultura, lo que implica el uso de sistemas electrónicos multimedia en la traducción o en el proceso de transmisión.

## Aplicación
La traducción multimedia puede aplicarse a diversos campos tales como el cine, la televisión, el teatro, la publicidad, los medios audiovisuales y la comunicación a través de dispositivos móviles.
Un texto audiovisual puede etiquetarse como multimodal cuando se produce e interpreta mediante la aplicación de una variedad de recursos semióticos o «modos». Un texto audiovisual puede clasificarse como multimedia cuando diferentes tipos de modos como el lenguaje, las imágenes, la música, el color y la perspectiva se combinan en distintos medios de comunicación, en donde lo que se ve en pantalla juega el papel principal.
Un ejemplo de esto, llamado transcripción multimodal, se utiliza en el cine. Una película se divide en cuadros, tomas o partes. Se analiza cada cuadro, toma o parte y se buscan todas las modalidades semióticas que operan dentro de cada una de ellas.

## Estudio académico de la traducción multimedia
La traducción de obras multimedia es un tema de investigación académica y un subtema en los estudios de traducción. Este campo interdisciplinario se basa en una amplia gama de teorías, como las teorías sobre la globalización y la postglobalización, la teoría de recepción, la teoría de la relevancia, las ciencias sociales y los estudios culturales, la psicología social y los estudios dirigidos a la sordera.

## Tipos de traducción multimedia
Este tipo de traducción está fuertemente influida (en la forma y la sustancia de su proceso creativo) por el desarrollo y el tipo de dispositivo empleado. Los elementos gráficos digitales, el ritmo y el modo de empleo imponen límites específicos. 

### Doblaje
El doblaje implica tanto traducir y sincronizar el texto como doblar la interpretación de los actores y actrices. El doblaje, considerado en su tiempo como la forma más completa de traducción, sigue «el ritmo, el enunciado y el movimiento de los labios lo más cercano posible al diálogo original». Aunque este tipo de traducción suele ser interlingual, hay algunos casos de doblaje intralingual, pero no es muy común.

### Subtitulación
La subtitulación, el tipo de traducción multimedia más estudiada, es la práctica lingüística que muestra texto escrito en una pantalla, el cual transmite «una versión en el idioma de destino del idioma original». La subtitulación consta de muchos subtipos y la más utilizada es la subtitulación interlingüística, que habitualmente se muestra en subtítulos abiertos. Se suelen utilizar subtítulos bilingües en lugares donde se hablan varios idiomas, para así mostrar, al mismo tiempo, dos versiones idiomáticas diferentes del texto original.

### Voz enoff
La voz en ''off'' consiste en que la banda sonora original y la traducción se reproduzcan simultáneamente. Al comienzo, solo se escucha el sonido original, pero luego se baja el volumen para que se pueda escuchar la versión traducida. Este tipo de traducción multimedia da como resultado un efecto más realista, por lo que normalmente se utiliza en documentales o entrevistas. La voz en off se considera «la alternativa barata al doblaje», por lo que es la primera opción para traducir las películas en los ex estados comunistas y en algunos países del Medio Oriente y de Asia.

### Interpretación
La interpretación en el ámbito de la traducción multimedia es «la traducción oral de un producto audiovisual llevada a cabo por solo un hablante». Existen diferentes tipos de interpretación, tales como la interpretación simultánea, en directo, consecutiva o pregrabada. Este tipo de traducción multimedia se utiliza generalmente en entrevistas en directo y programas de noticias.

### Sobretitulación
La sobretitulación es similar a la subtitulación, con la diferencia en que consiste en una línea continua que se muestra sin interrupción. Este tipo de traducción, que se ha vuelto frecuente en teatros y en óperas, se muestra sobre el escenario o en los respaldos de las butacas. A pesar de que el texto se muestra en tiempo real, las traducciones se preparan con anticipación.

### Adaptación
La adaptación en la traducción multimedia es una variación de una obra audiovisual para un público totalmente nuevo, en donde cambian los factores culturales o el propósito del producto. Se realiza con un tono espontáneo, por lo que el producto final es completamente diferente al original. Por lo general, no se intenta ser fiel al producto original, lo que da como resultado una traducción que suele presentar más detalles u omisiones. Este tipo de traducción multimedia se utiliza cuando la literalidad no es el propósito final del texto, como en programas de televisión para niños, documentales, vídeos humorísticos, parodias de películas y vídeos corporativos.

### Doblaje parcial
El doblaje parcial, también conocido como «semidoblaje» o «sincronización concisa», consiste en añadir un texto hablado pregrabado a la banda sonora original. Aunque no es una traducción completa, proporciona la información necesaria en el idioma de destino.

### Narración
La narración consiste en preparar, traducir y resumir un texto con anticipación que luego leerán actores y actrices de doblaje. El propósito de este tipo de traducción es proporcionar un resumen en un guion que sea fiel al texto original.  Puede pregrabarse o interpretarse en vivo. La diferencia entre narración y doblaje es que, en la narración, el texto está siendo leído, no interpretado. La narración también es similar a la voz en off, pero se diferencian en que, en la narración, el producto final es más condensado y no siempre es completamente fiel al estilo del original.

### Traducción simultánea
La traducción simultánea, también llamada «traducción a la vista», se realiza en el momento a partir de un guion preparado en la lengua meta. Se diferencia de la interpretación en que «toma esta segunda lengua extranjera como eje central». Este tipo de traducción se utiliza cuando otros métodos más complejos de traducción audiovisual no son adecuados debido a las limitaciones de tiempo o de financiación, por lo que solo se usa en festivales de cine y archivos cinematográficos.

### Subtitulación en tiempo real
En la subtitulación en tiempo real, a diferencia de la subtitulación convencional, los subtítulos no se preparan con anterioridad y se insertan en el momento. Este tipo de traducción multimedia se utiliza en transmisiones en vivo y está dirigida a personas con problemas de audición.  El «respeaker», la persona encargada del proceso de subtitulación, extrae el audio original y el diálogo de los hablantes para luego repetirlo con su voz en un software de reconocimiento de voz. Nuevas versiones de estos software incluyen signos de puntuación y funciones específicas dirigidas a este tipo de público, que después se convierten en subtítulos en el menor tiempo posible.

### Subtitulación para personas sordas o con problemas de audición (SDH, por sus siglas en inglés)
La subtitulación para personas sordas (SDH) está destinada a quienes tienen dificultades para escuchar el diálogo de una película o programa de televisión, por lo que les ayuda a «ver» el sonido. Si bien es similar a la subtitulación, SDH añade información adicional para complementar la expresión verbal. Originalmente, estos subtítulos solo estaban disponibles en películas y transmisiones televisivas pregrabadas. Sin embargo, el creciente número de disposiciones normativas y legislativas han establecido cuotas mínimas para los canales de televisión y empresas de subtitulación.

### Audiodescripción
La audiodescripción está dirigida a las personas ciegas o con problemas en la vista, y les ayuda a ver una película o un programa de televisión a través de una narración sobre los aspectos visuales de los mismos. La pista de audiodescripción no interfiere con el diálogo original, ya que se inserta durante las partes silenciosas. La persona que lee las descripciones, conocida como un "audiodescriptor", se asegura de equilibrar lo que es necesario para entender la trama sin abrumar a la audiencia con mucha información. Estas descripciones especiales se graban con anterioridad pero también se pueden hacer en vivo (aunque preparadas de antemano), como, por ejemplo, en obras de teatro. Este tipo de traducción multimedia se ha vuelto un factor importante para «garantizar la accesibilidad de las personas con discapacidad visual a los productos audiovisuales».

### Animación
La animación incluye tanto la traducción como la escritura de guiones. El traductor toma imágenes sin sonido, como dibujos animados, y crea un guion desde cero. Si bien es similar a la adaptación, se diferencian en que, en la animación, no hay un guion previamente escrito.

### Versión doble
La versión doble es un producto que incluye dos o más idiomas, en donde cada actor y actriz interpreta su papel en su propia lengua. Luego, se realiza el doblaje y se sincroniza el audio para que exista solo un idioma en el producto final.

### Nueva versión
Una nueva versión contextualiza una película para que se ajuste a un público objetivo determinado y a su respectiva cultura. Estas traducciones se centran en los valores y la ideología, por lo que el aspecto lingüístico del producto tiene menor importancia. Este tipo se traducción multimedia se utiliza mucho en películas europeas adaptadas para el público estadounidense.

## Educación
Desde finales de la década de 1990, la traducción multimedia ha cobrado importancia en el ámbito de la educación. Se han establecido clases sobre este tema para obtener grados académicos de magíster y bachiller en diversas universidades de Europa y Estados Unidos (Boston, Dallas, Forlì, Génova, Leeds, Londra, Pisa, Pittsburgh, Torino, Udine, Barcelona, Vigo, Winterthur).[cita requerida]